# République du Venezuela (1953-1999)
1953–1999
Entités précédentes :
- États unis du Venezuela

Entités suivantes :
- Venezuela

La république du Venezuela est une république démocratique créée en 1958 et remplacée en 1999 par la République bolivarienne du Venezuela. Il s'agit du dernier régime politique vénézuélien inclus dans la Quatrième République [réf. souhaitée]. 
Le Venezuela a connu dix ans de dictature militaire de 1948 à 1958. Après que le coup d'État de 1948 a mis fin à une expérience de démocratie de trois ans (espagnol : El Trienio Adeco), un triumvirat de militaires contrôle le gouvernement jusqu'en 1952[réf. souhaitée], lors des élections présidentielles. Ceux-ci étaient suffisamment libres pour produire des résultats inacceptables pour le gouvernement[Quoi ?], les conduisant à être falsifiés et à l'un des trois dirigeants, Marcos Pérez Jiménez, à assumer la présidence. 
Son gouvernement prend fin en 1958, ce qui entraine l'avènement de la démocratie avec un gouvernement de transition dirigé par l'amiral Wolfgang Larrazábal jusqu'aux élections de décembre 1958. Avant les élections, trois des principaux partis politiques, Acción Democrática, COPEI et Unión Republicana Democrática, à l'exclusion notable du Parti communiste du Venezuela, signent l'accord de partage du pouvoir du Pacte de Puntofijo.
En 1999 l'adoption par referendum d'une nouvelle constitution transforme la République du Venezuela en République bolivarienne du Venezuela.